# Drumet

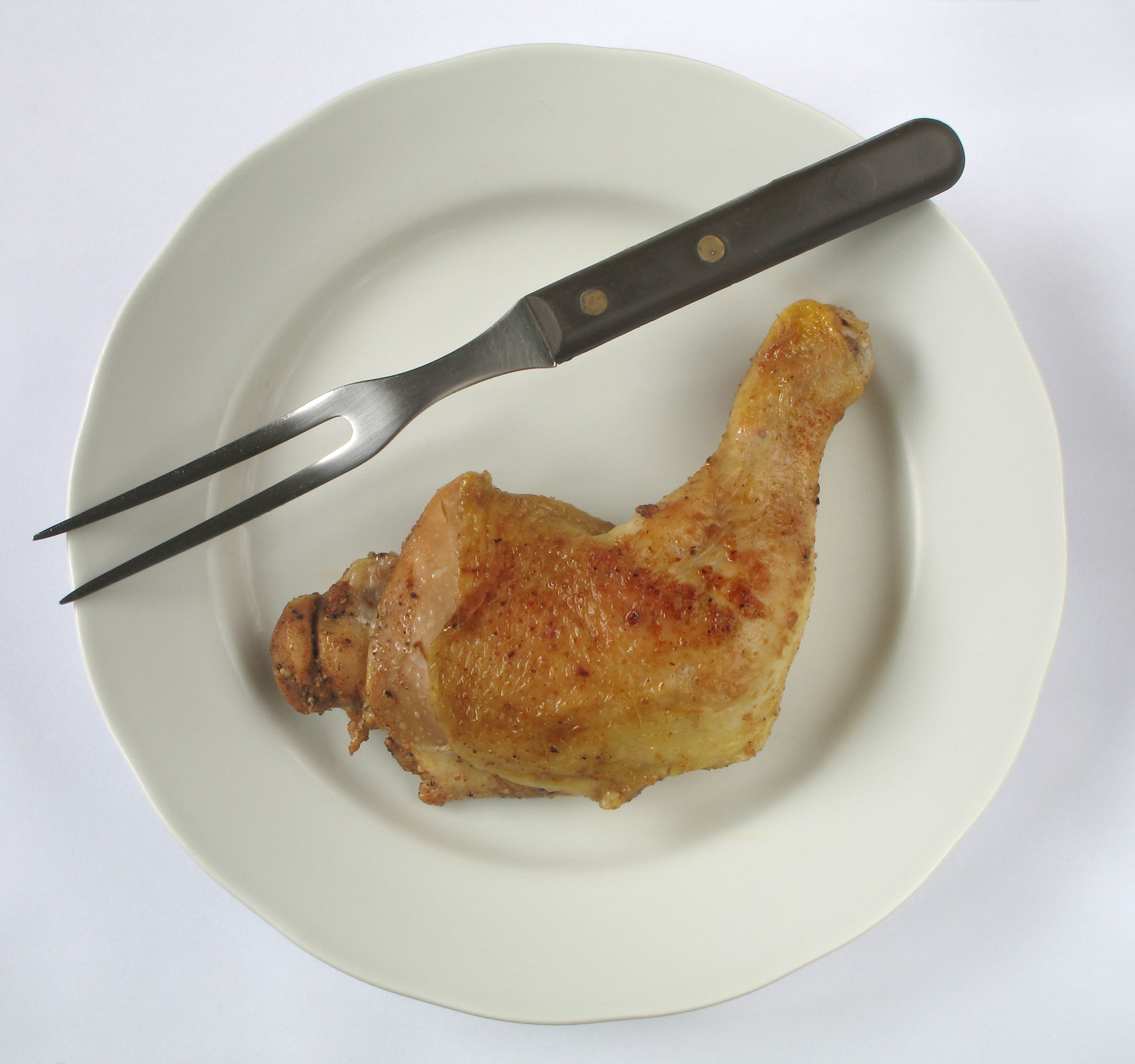

Drumet, no contexto da culinária, é a parte da coxa da asa de frango, muito apreciada em churrascos e molhos. Diferente da Tulipa, que refere-se a mesma parte, só que com a asa desossada. Muito apreciada em churrascos e almoços de família. Temperadas com canela em pó e molho curry. Para o churrasco ser completo colocar também alcatra e contra filé temperados só com sal grosso.